# Štarnov
Štarnov (in tedesco Starnau) è un comune della Repubblica Ceca facente parte del distretto di Olomouc, nella regione di Olomouc.